# David Murgia
Pour les articles homonymes, voir Murgia.
David Murgia, né le 16 mars 1988 à Verviers, est un comédien belge.

## Eléments biographiques
Né en mars 1988 à Verviers, il vit à Liège avec ses parents coiffeuse et plafonneur, mais séjourne aussi chez ses grands-parents, tantôt en Sardaigne, tantôt en Espagne. Il est le frère cadet du metteur en scène Fabrice Murgia et membre du Raoul collectif,. Il étudie au Conservatoire de Liège et à l’Athénée royal de Soumagne.

## Filmographie

### Cinéma
- 2009 : Sœur Sourire de Stijn Coninx : étudiant Louvain
- 2009 : La Régate de Bernard Bellefroid : Pablo
- 2010 : Bullhead (Rundskop) de Michaël R. Roskam : Bruno Schepers jeune
- 2011 : La Tête la première de Amélie van Elmbt : Adrien
- 2011 : Tango libre de Frédéric Fonteyne : Luc, le jeune gardien
- 2012 : Je suis supporter du Standard de Riton Liebman : Looping
- 2012 : Silence on détourne de Bernard Garant : Rémy, court métrage
- 2012 : Couleur de peau : miel de Laurent Boileau et Jung : voix de Cédric à 17 ans
- 2013 : Je te survivrai de Sylvestre Sbille : Kevin
- 2014 : Être de Fara Sene : jeune homme fête
- 2014 : Geronimo de Tony Gatlif : Lucky
- 2014 : Alleluia de Fabrice Du Welz : le père Luis
- 2015 : Le Tout Nouveau Testament de Jaco Van Dormael : Jésus Christ
- 2015 : Les Premiers, les Derniers de Bouli Lanners : Willy
- 2017 : Angle mort (Dode hoek) de Nabil Ben Yadir : Axel
- 2019 : L'Intervention de Fred Grivois : Patrice Lorca
- 2021 : Tom Medina de Tony Gatlif : Tom Medina
- 2021 : Inexorable de Fabrice Du Welz : le propriétaire du chenil
- 2022 : La Nuit du 12 de Dominik Moll : Mats
- 2024 : Libre de Mélanie Laurent : Patrick
- 2024 : Le Dossier Maldoror de Fabrice Du Welz : Didier Renard

### Télévision
- 2010 : Le Temps du silence de Franck Apprederis : Morales
- 2011 : Urgence disparitions, série télévisée (saison 3, épisode 3) : Dave
- 2011 : À tort ou à raison d'Alain Brunard, série télévisée

## Théâtre
- 2007 : À la mémoire d'Anna Politkovskaïa de Lars Norén
- 2007 : Jeux de lois de Fabrice Murgia et Francis D'Ostuni
- 2008 : Si demain vous déplaît de Armel Roussel
- 2009 : Le Chagrin des ogres de Fabrice Murgia
- 2010 : Tête à claques de Jean Lambert
- 2011 : Quai Ouest de Isabelle Gyselinx
- 2012 : Le Signal du promeneur du Raoul collectif
- 2013 : Discours à la Nation d'Ascanio Celestini et David Murgia[3],[5]
- 2014 : L'âme des cafards de David Murgia (forme courte)
- 2015 : Rumeur et petits jours de Raoul collectif
- 2017 : Laika d'Ascanio Celestini et David Murgia[6]
- 2020: Une Cérémonie de Raoul collectif
- 2020: Pueblo d'Ascanio Celestini

## Distinctions

### Récompense
- 2013 : Meilleur espoir masculin aux Magritte du cinéma pour La Tête la première

### Nominations
- Festival Jean Carmet de Moulins 2010 : meilleur second rôle masculin (Prix du public) pour La Régate
- Magritte 2012 : meilleur espoir masculin pour Rundskop[1]
- Molières 2015 : révélation théâtrale pour Discours à la Nation[7].